# Borough of Crawley
Borough of Crawley är ett distrikt (motsvarande kommun) i grevskapet West Sussex i England, Storbritannien. Distriktet har 119 509 invånare (2022). Det består av staden Crawley och Gatwicks flygplats.